# Paul Walter Hauser
Paul Walter Hauser (Grand Rapids, 15 oktober 1986) is een Amerikaans acteur en stand-upcomedian.

## Carrière
Paul Walter Hauser begon als stand-upcomedian in zijn thuisstaat Michigan. Nadien verhuisde hij naar Los Angeles om er aan de slag te gaan als komisch acteur en schrijver. Hij begon zijn acteercarrière met figurantenrollen in komische series als Community en It's Always Sunny in Philadelphia. In 2010 maakte hij in het drama Virginia (2010) van regisseur Dustin Lance Black zijn filmdebuut.
Zijn grote doorbraak volgde in 2017, toen hij Shawn Eckhardt mocht vertolken in de biografische sportfilm I, Tonya. Een jaar later had hij ook bijrollen in de komedie Super Troopers 2 en Spike Lees biografische misdaadfilm BlacKkKlansman.

## Filmografie

### Films
- Virginia (2010)
- Demoted (2011)
- Quad (2013)
- iSteve (2013)
- Locked Away (2017)
- I, Tonya (2017)
- Super Troopers 2 (2018)
- BlacKkKlansman (2018)
- Late Night (2019)
- Beats (2019)
- Richard Jewell (2019)
- Quad (2020)
- Da 5 Bloods (2020)
- Songbird (2020)
- Silk Road (2020)
- Cruella (2021)
- Inside Out 2 (2024, stem)
- The Fantastic Four: First Steps (2025)
- The Naked Gun (2025)

### Televisie (selectie)
- Too Late with Adam Carolla (2005)
- Community (2010)
- It's Always Sunny in Philadelphia (2010)
- Key & Peele (2013)
- The Night Shift (2015)
- Superstore (2017)
- Unbreakable Kimmy Schmidt (2018–2019)
- Cobra Kai (2019)
- Reno 911! (2020)